# マヂカルクリエイターズ
『マヂカルクリエイターズ』は、2021年3月30日（29日深夜）から6月22日（21日深夜）までテレビ東京で放送されたバラエティ番組。マヂカルラブリーの冠番組。
2022年1月12日（11日深夜）から2月23日（22日深夜）まで水曜0:30 - 1:00（火曜深夜）枠にて第2シリーズが放送された。

## 概要
「エンタメコンテンツを粗製乱造する」をテーマに、マヂカルラブリーの2人が様々なゲストと共に笑いとお金を追求するバラエティ番組。
本番組から全編ローカルセールス枠に転換されたため、番組開始から終了までテレビ東京のみでの放送となった。なおTver、GYAO!、ニコニコ動画、ネットもテレ東では無料見逃し配信を行っている。

## 出演者
MC
- マヂカルラブリー（野田クリスタル・村上）

レギュラー
- オズワルド（畠中悠・伊藤俊介） - 第2シリーズ（#12）からレギュラー出演

## 放送リスト

### マヂカルクリエイターズ
2021年
| #  | 放送日  | 放送内容                                              | ゲスト | 備考     |
| -- | ------- | ----------------------------------------------------- | --- | -------- |
| 1  | 3月30日 | 謎解きブームに乗っかって金儲けがしたいよ〜!           | オズワルド、田中真琴、宮戸洋行（GAG）、一平（Gパンパンダ）、藤本淳史、ぺよん潤、日髙大介                                     | [ 注 1 ] |
| 2  | 4月6日  | 忙しくて「野田ゲー」を作れないよ〜!                   | 田中真琴、インポッシブル、ランジャタイ、ZAZY、THE GREATEST HITS、三代川正                                                    |          |
| 3  | 4月13日 | 新しいホラーイベントで稼ぎたいよ〜!                   | 田中真琴、ぁみ（ありがとう）、ゴン（ビックスモールン）、もう中学生、釜萢あかり                                               |          |
| 4  | 4月20日 | 擬人化アイドルをプロデュースしたいよ〜!               | chelmico、オズワルド、ママタルト、ダイヤモンド、真空ジェシカ                                                                 |          |
| 5  | 4月27日 | 謎解き界のすごい人達と仲良くなりたいよ〜! 前編        | 田中真琴、とろサーモン、宮戸洋行（GAG）、矢野了平、堺谷光、常春、無策師、日高大介                                            |          |
| 6  | 5月4日  | 謎解き界のすごい人達と仲良くなりたいよ〜! 後編        | 田中真琴、とろサーモン、宮戸洋行（GAG）、矢野了平、堺谷光、常春、無策師、日高大介                                            |          |
| 7  | 5月11日 | 蕎麦湯怪談で意外とイベントができる気がするよ〜!       | 田中真琴、ぁみ（ありがとう）、ウエスP、森本サイダー、山上兄弟                                                                |          |
| 8  | 5月18日 | 漫才か漫才じゃないか論争に決着をつけたいよ〜! 前編    | ハリウッドザコシショウ、モダンタイムス、シューマッハ、ガクヅケ、5GAP、虹の黄昏、Groovy Rubbish、ランジャタイ、にゃんこスター |          |
| 9  | 5月25日 | 漫才か漫才じゃないか論争に決着をつけたいよ〜! 後編    | ハリウッドザコシショウ、モダンタイムス、シューマッハ、ガクヅケ、5GAP、虹の黄昏、Groovy Rubbish、ランジャタイ、にゃんこスター |          |
| 10 | 6月1日  | そろそろ本格的にマネタイズを考えたいよ〜!             | 田中真琴、うっらい、仲嶺巧（三日月マンハッタン）、岩永圭吾（リップグリップ）、ZAZY、サツマカワRPG、松井ケムリ（令和ロマン）  | [ 注 2 ] |
| 11 | 6月22日 | アルコ＆ピースと仲良い事を世の中にアピールしたいよ〜! | アルコ&ピース、宮戸洋行（GAG）、ビックスモールン、ZAZY、ぁみ（ありがとう）                                                   | [ 注 3 ] |

### マヂカルクリエイターズ2
2022年
| #  | 放送日  | 放送内容                                                                                                   | ゲスト | 備考 |
| -- | ------- | --- | --- | ---- |
| 12 | 1月12日 | 配信ビジネスで儲かりそうなコンテンツを見つけたよ〜! 「大鶴肥満に○○で勝ったら1000万円」                     | 田中真琴、ママタルト                                                                                          |      |
| 13 | 1月19日 | 占い界のニュースターを発掘したいよ〜! 前編 「M-1の疲れを占いで癒してあげよう! 伊藤デトックス2」            | ママタルト、ダイヤモンド、真空ジェシカ                                                                        |      |
| 14 | 1月26日 | 占い界のニュースターを発掘したいよ〜! 後編 「M-1の疲れを占いで癒してあげよう! 伊藤デトックス2」            | ママタルト、ダイヤモンド、真空ジェシカ、キック                                                                |      |
| 15 | 2月2日  | 謎解きイベントを今度こそやってみたいよ～！ 「謎の解説をスマートにできるMCを探せ 第一回 うんこち○こ謎解き」 | 矢野了平、へるお（よだかのレコード）、だいひょう（XEOXY）、一仙（Another Vision）、森雄平（ダンブルウィード） |      |
| 16 | 2月9日  | エピソードトークだけでがっぽり儲けたいよ～！ 「エピソードイップスを改善！ 街医者ぴんく」                   | 街裏ぴんく、ラブレターズ、ぁみ（ありがとう）                                                                  |      |
| 17 | 2月16日 | 最後の収録なのにコロナが蔓延してるよ～！                                                                   | |      |
| 18 | 2月23日 | 最終回なのにコロナが蔓延してるよ～！                                                                       | キック |      |

## ネット局と放送時間
| 放送対象地域 | 放送局              | 系列           | 放送日時                     | 放送開始日    | 備考   |
| ------------ | ------------------- | -------------- | ---------------------------- | ------------- | ------ |
| 関東広域圏   | テレビ東京（TX）    | テレビ東京系列 | 火曜 0:00 - 0:30（月曜深夜） | 2021年3月30日 | 製作局 |
| 北海道       | テレビ北海道（TVh） | テレビ東京系列 | 火曜 1:30 - 2:00（月曜深夜） | 2021年9月21日 |        |

## イベント
- 「マヂカルクリエイターズ オズワルドにこれ以上売れてほしくないよ〜！」（2021年9月12日）[2]
  - 出演ゲスト：ママタルト、ダイヤモンド、真空ジェシカ、グリ（ビックスモールン）、チロ（ビックスモールン）、有村昆、ツートン青木
  - 「テレビ東京夏フェス2021」の一環として行われた配信イベント。「オズワルドがこれ以上売れないようにマヂカルラブリーと番組が生み出した擬人化アイドルグループが全力で足を引っ張る90分」と銘打たれており、オズワルドの伊藤がMCを務める架空のアイドルバラエティ番組をママタルト、ダイヤモンド、真空ジェシカらがボケ倒してぶち壊し、伊藤の相方である畠中もマヂラブサイドに付いて伊藤を妨害する挙句、野田クリスタルは「すべての擬人化アイドルの神“ゴール様”」として登場するという企画が行われた[3]。

- 「マヂカルクリエイターズ ハリウッドザコシショウがお笑いデスゲームを始めるよ～！」（2021年12月5日）[4]
  - 出演ゲスト：ハリウッドザコシショウ、インポッシブル、ななまがり、おたこぷー、アイパー滝沢、松崎克俊、モダンタイムス、街裏ぴんく、ノーパンチ松尾（ザ・パンチ）、牧野太祐（ぐりんぴーす）
  - 2回目の配信イベント。ハリウッドザコシショウがゲームマスターを務める「ゴースゴースゲーム」に芸人たちが挑戦するという企画が行われた。またどさくさに紛れて村上からシーズン2（全7回）の放送が告知された[5]。

- 「マヂカルクリエイターズRemix」（2022年4月16日）[6]
  - 出演ゲスト：真空ジェシカ、ママタルト、ダイヤモンド、キック、街裏ぴんく、ぁみ（ありがとう）、森雄平（タンブルウィード）、矢野了平、清水よし子（ピンクの電話）、ビックスモールン
  - 3回目の配信イベント。擬人化アイドル、ありがとうぁみと街裏ぴんくによる「怪談対決」、全部下ネタになる謎解きコーナー「うんこち○こ謎解き」のスピンオフ企画、「脱・うんこち○こ謎解き」などの企画を開催予定。

## スタッフ
- ナレーター：スーパー・ササダンゴ・マシン
- 構成：岐部昌幸、エモペイ、高柳浩平
- 謎解き監修：矢野了平、常春
- CAM：宮川量康、矢田部修、高橋勇士
- 音声：霧崎愛実、小笹直樹
- 美術：小野清菜
- タイトル：株式会社マウンテングラフィックス
- 編集：中原千夏
- MA：志村哲央
- 音効：浅井孟義
- 技術協力：港家、ジーリンクスタジオ
- 美術協力：テレビ東京アート
- 協力：株式会社友ミュージック ほか
- デスク：出家李紅
- 宣伝：林拓真
- AP：矢守未来
- AD：川嵜海、大野康祐
- ディレクター：高須賀奈月
- プロデューサー：森本泰介、近藤貴彦（BOマーズ）
- 企画･コンテンツプロデューサー：赤木央哉
- 演出・プロデューサー：板川侑右
- チーフプロデューサー：伊藤隆行
- 制作協力：BOマーズ
- 製作著作：テレビ東京

### 過去のスタッフ
- 編集：村本直矢
- AD：沼田晴香
- 企画･コンテンツプロデューサー：今井豪